# NGC 6175-2
NGC 6175-2 (другие обозначения — UGC 10422, MCG 7-34-87, ZWG 224.50, PGC 58362) — эллиптическая галактика (E) в созвездии Геркулес.
Этот объект не входит в число перечисленных в оригинальной редакции «Нового общего каталога» и был добавлен позднее.